# Jurij Żyrkow
Jurij Walentinowicz Żyrkow (ros. Юрий Валентинович Жирков, ur. 20 sierpnia 1983 w Tambowie) – rosyjski piłkarz występujący na pozycji pomocnika oraz w reprezentacji Rosji.

## Kariera klubowa

### Spartak
Żyrkow pochodzi z Tambowa i tam też rozpoczął piłkarską karierę w klubie Spartak Tambow. Początkowo grał w juniorskich drużynach tego klubu, a w 2002 roku zadebiutował w Drugiej Dywizji (odpowiedniku 3. ligi). W Spartaku pomimo młodego wieku prezentował wysoką formę i skuteczność. W pierwszym sezonie gry strzelił 10 bramek w lidze, a w 2003 roku powiększył ten dorobek o 6 trafień, będąc drugim strzelcem zespołu. Dzięki temu osobą Jurija zainteresowały się czołowe kluby Rosji. Przebywał na testach w Spartaku Moskwa, Lokomotiwie Moskwa oraz Arsenale Kijów, ale ostatecznie nie przeszedł do żadnego z tych zespołów.

### CSKA
Na początku 2004 roku Żyrkow podpisał kontrakt z CSKA Moskwa, ówczesnym mistrzem kraju. Łatwo wywalczył sobie miejsce w wyjściowej jedenastce na lewym skrzydle CSKA. W tamtym roku sięgnął ze stołecznym klubem po wicemistrzostwo Rosji. Pierwszym sukcesem Żyrkowa w 2005 roku było zdobycie Pucharu UEFA. Jurij wystąpił w wygranym 3:1 finale ze Sportingiem, a w 65. minucie zdobył gola na 2:1 dla rosyjskiego zespołu. W tym samym roku wywalczył inne sukcesy: mistrzostwo Rosji oraz Puchar Rosji. W 2006 roku kolejnym osiągnięciem Żyrkowa był drugi z rzędu dublet: mistrzostwo plus krajowy puchar.

### Chelsea
6 lipca 2009 roku piłkarz podpisał kontrakt z Chelsea. W swoim debiucie podczas wygranego 2:1 meczu towarzyskiego z AC Milan zdobył bramkę. W meczu między Chelsea F.C. a Spartakiem Moskwa w ramach Ligi Mistrzów w sezonie 2009/2010 strzelił swoją debiutancką bramkę w oficjalnych rozgrywkach.

### Anży
W sierpniu 2011 roku przeszedł za około £13,2 milionów do Anży Machaczkała. Żyrkow podpisał z nowym klubem czteroletni kontrakt. Swój debiut zaliczył, wchodząc z ławki za Samuela Eto’o w meczu z FK Rostów. Z kolei pierwszego gola strzelił 29 października 2011 roku w meczu z Amkarem Perm.

### Dynamo
W związku z pomniejszeniem budżetu klubu z Dagestanu, zawodnik wraz z Igorem Denisowem i Aleksandrem Kokorinem 7 sierpnia 2013 roku przeszedł do Dinama Moskwa za nieokreśloną kwotę w której występował do 2016 roku.

### Zenit
31 stycznia 2016 roku został zawodnikiem rosyjskiego klubu Zenit Petersburg. Przez pięć lat był czołowym zawodnikiem klubu z Petersburgu 1 lipca 2021 nie przedłużył wygasającego kontraktu z Zenitem przez co został wolnym zawodnikiem.

### FK Chimki
Żyrkow przez pięć miesięcy pozostawał bez klubu. 12 stycznia 2022 roku Żyrkow podpisał kontrakt z rosyjskim FK Chimki. Kontrakt obowiązuje do 30 czerwca 2022 roku.

## Kariera reprezentacyjna
Karierę reprezentacyjną Żyrkow rozpoczął od występów w młodzieżowej reprezentacji Rosji U-21. W seniorskiej drużynie zadebiutował 2 lutego 2005 roku w przegranym 0:2 towarzyskim meczu z Włochami. Od tego czasu wywalczył miejsce w pierwszej drużynie "Sbornej".